# Medaillon (beeldhouwkunst)

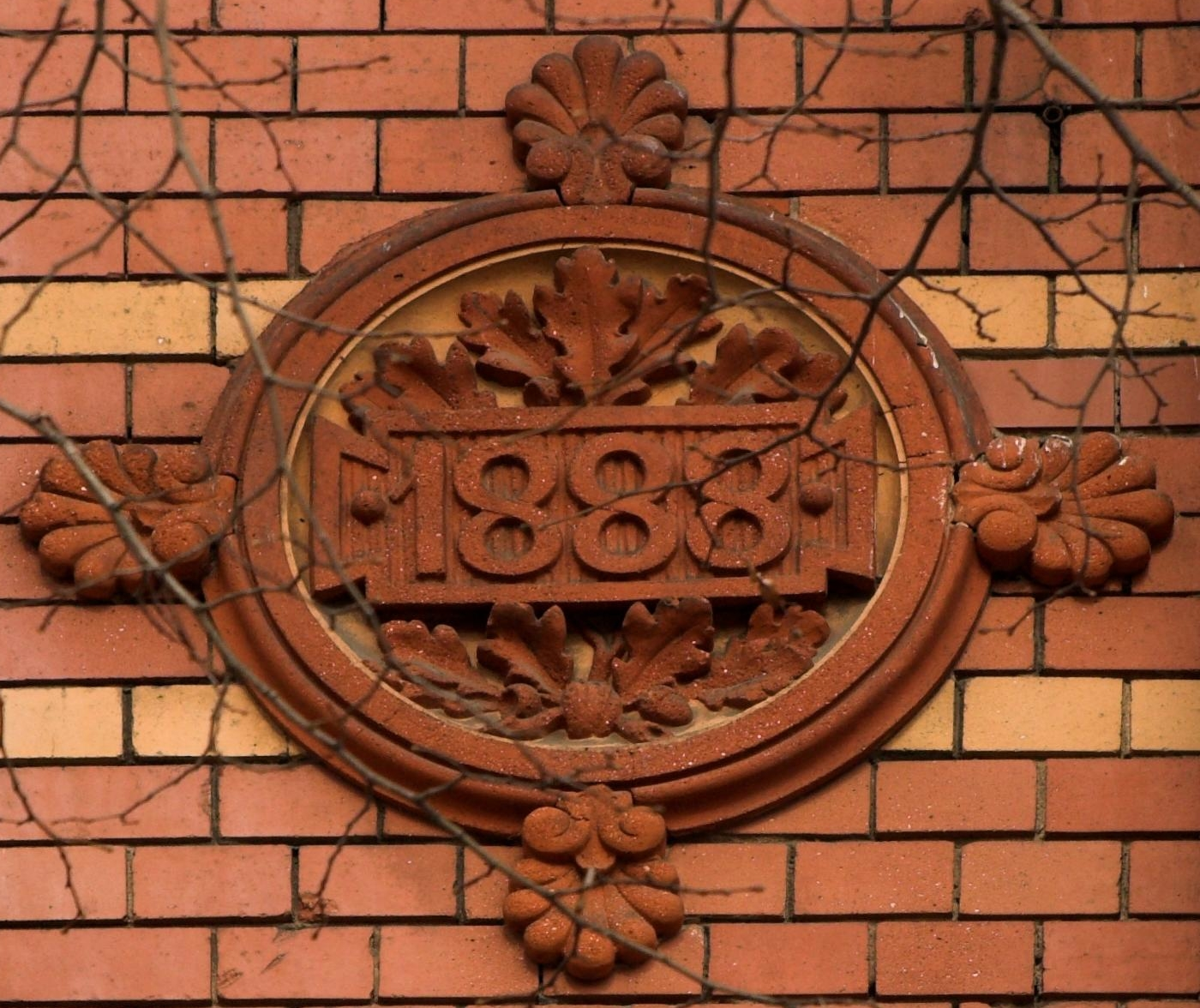
Medaillon markthal in Berlijn (1888)

Een medaillon is een gebeeldhouwde reliëf in de vorm van een ovaal of cirkel, als ornament aan een gebouw of toegepast op een monument.
Medaillons werden vooral in de 18e en 19e eeuw als versiering aan gebouwen toegepast. Ze worden uitgevoerd in onder meer steen, hout, keramiek of metaal.

## Portretmedaillon

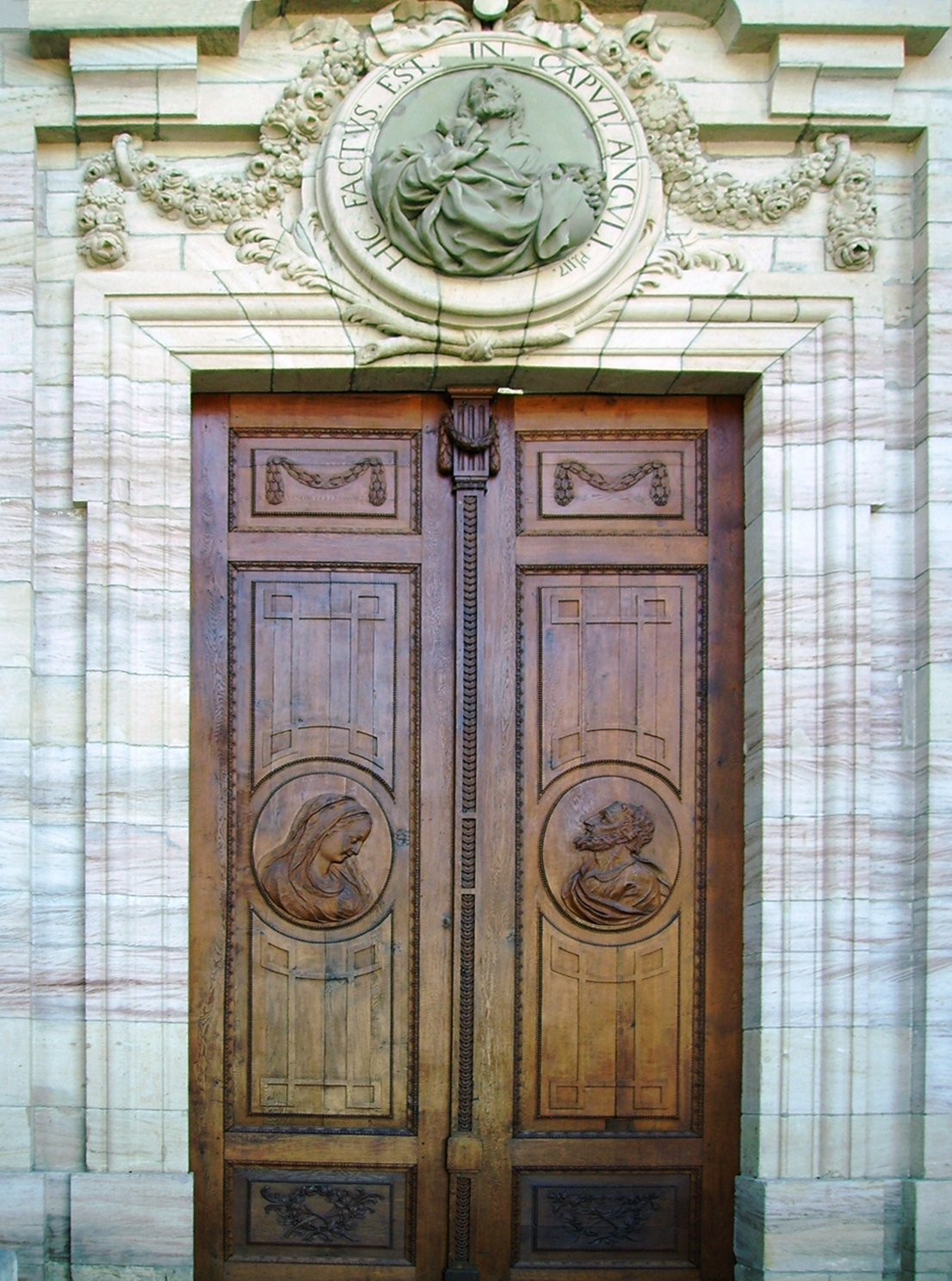
Portretmedaillons op en boven de deur van de Dom in St. Blasien (18e eeuw).

Wordt in het medaillon een portret weergegeven, dan spreken we van een portretmedaillon. Portretmedaillons worden ook toegepast op gebouwen, maar meestal op (graf)monumenten.
Enkele voorbeelden hiervan in Nederland, zijn het marmeren portretmedaillon van koning Willem II (1874) door Jozef Geefs op de Gedenknaald in Tilburg en de door Emil Bourgonjon gemaakte portretmedaillons van een aantal professoren (1891) aan het Academiegebouw in Utrecht.